# فرومشتدت
فرومشتدت (به آلمانی: Frömmstedt) یک شهر در آلمان است که در زومردا واقع شده‌است. فرومشتدت ۵۸۳ نفر جمعیت دارد.